# Maria Pecyna
Maria Bogumiła Pecyna (ur. 24 maja 1941 w Ostrosku, zm. 6 lutego 2019 w Michałowicach)  – polska zakonnica, dr hab. nauk humanistycznych, profesor Instytutu Wspomagania Rozwoju Człowieka i Edukacji Wydziału Nauk Pedagogicznych Akademii Pedagogiki Specjalnej im. Marii Grzegorzewskiej, Instytutu Psychologii Wydziału Historycznego i Pedagogicznego Uniwersytetu Opolskiego, Katedry Psychologii Klinicznej Dzieci i Młodzieży Wydziału Pedagogicznego Wyższej Szkoły Zarządzania i Administracji w Opolu i Wydziału Nauki o Zdrowiu z Oddziałem Pielęgniarstwa, Oddziałem Zdrowia Publicznego i Oddziałem Dietetyki Warszawskiego Uniwersytetu Medycznego.

## Życiorys
Była absolwentką studiów magisterskich w Akademii Teologii Katolickiej w Warszawie, w 1977 obroniła pracę doktorską, w 1989 uzyskała stopień doktora habilitowanego, a w 1995 tytuł profesora nadzwyczajnego.
Awansowała na stanowisko profesora w Katedrze Psychologii Klinicznej Dzieci i Młodzieży na Wydziale Pedagogicznym Wyższej Szkoły Zarządzania i Administracji w Opolu, w Instytucie Wspomagania Rozwoju Człowieka i Edukacji na Wydziale Nauk Pedagogicznych Akademii Pedagogiki Specjalnej im. Marii Grzegorzewskiej, na Wydziale Nauki o Zdrowiu z Oddziałem Pielęgniarstwa, Oddziałem Zdrowia Publicznego i Oddziałem Dietetyki Warszawskiego Uniwersytetu Medycznego, w Instytucie Psychologii na Wydziale Historycznym i Pedagogicznym Uniwersytetu Opolskiego, oraz w Instytucie Wspomagania Rozwoju Człowieka i Edukacji Wydziału Nauk Pedagogicznych Akademii Pedagogiki Specjalnej im. Marii Grzegorzewskiej.
Była kierownikiem w Katedrze Psychologii Klinicznej Dzieci i Młodzieży na Wydziale Pedagogicznym Wyższej Szkoły Zarządzania i Administracji w Opolu.